# メナイクモス
メナイクモス（ギリシア語: Μέναιχμος、前380年 - 前320年）はトラキアのケルソネソスのアロペコネソスまたはプロコネソスで生まれた古代ギリシアの数学者、幾何学者、哲学者である。彼は著名な哲学者プラトンとの友人関係、円錐断面の発見、そして放物線と双曲線を利用し、当時長い間未解決問題として著名だった立方体倍積問題を解決したことで知られている。

## 生涯と業績
数学者にとって、メナイクモスは円錐断面の発見及び立方体倍積問題を解決したことで記憶されている。メナイクモスはおそらくデロス島の問題の解法を探るうちに副産物として円錐断面（楕円、放物線、双曲線を含む）を発見したと思われる。メナイクモスは放物線が y2 = Lx （L は通径 latus rectum と呼ばれる定数）という式で表されることを知っていたが、2つの未知数に関するすべての方程式が曲線を決めるという事実には気付いていなかった。彼は、これらの円錐断面の性質やその他の性質も導出したと思われる。その情報を利用して2放物線の交点について解くことで、立方体倍積問題を解決した。このことは三次方程式の解を求めることと等価である。
メナイクモスの業績に関する直接的な資料はわずかである。円錐断面に関する業績は主にエラトステネスのエピグラムによって知られている。彼の弟であるディノストラトスの業績（円積曲線を利用した円積問題の解法）はプロクロスの著作からのみ知られる。プロクロスは、メナイクモスがエウドクソスから教えを受けたことにも言及している。プルタルコスは、プラトンがメナイクモスによる機械的手法を用いた解法を認めなかったという興味深い記述を残している。今日的な証明は純粋な代数学的なものに限られていたようである。
メナイクモスはアレクサンドロス大王の家庭教師を務めたといわれている。このことは次の様な小噺によって知られている。アレクサンドロスが彼に幾何学を理解する近道がないか尋ねた時、彼は「王よ、国々を旅するには国王のための道と庶民の道がある。だが、幾何学においては道は一つしか存在しない」と返答したという（Beckmann, A History of Pi, 1989, p. 34）。しかしながら、この逸話はストバイオス（500年頃の人物）以前に遡ることができず、それゆえメナイクモスが実際にアレクサンドロスを教育したかどうかは明らかでない。
彼がどこで死去したかも明らかでないが、現在、学者は彼がキュジコスで亡くなったと考えている。